# Бранън Брага
Бранън Брага (роден на 14 август 1965 в Боузман, Монтана, САЩ) е американски продуцент и сценарист, известен най-вече с работата си по Стар Трек сериалите. Той е един от създателите на Стар Трек: Ентърпрайз.